# Granarolo (Faenza)
Granarolo (Garnaròl in romagnolo), o Granarolo Faentino, è la più grande frazione del comune di Faenza, sede del quartiere omonimo. Gli abitanti del nucleo urbano sono circa 1 200, mentre nella frazione vivono 1 760 persone.

## Storia

### Testimonianze più antiche

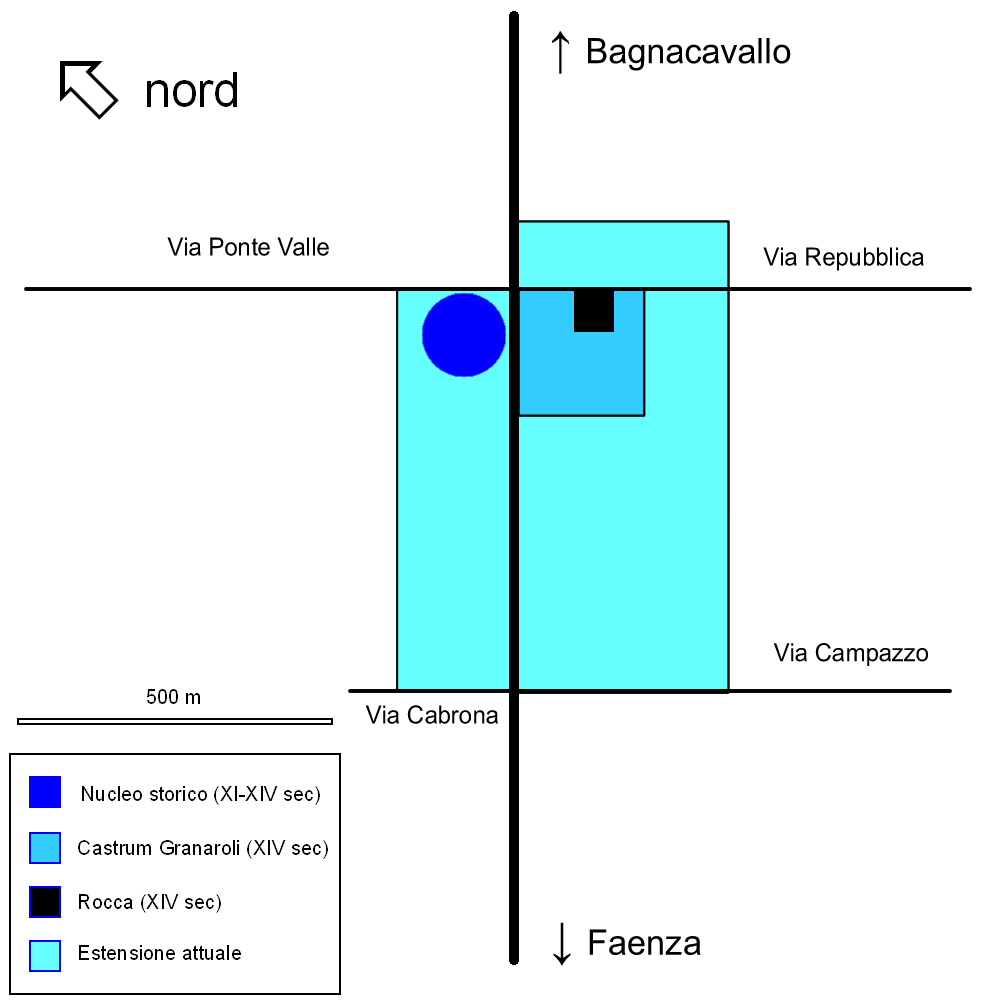
Sviluppo storico di Granarolo

Reperti archeologici indicano che il territorio era abitato almeno dall'epoca romana, seppure non con un vero e proprio agglomerato urbano.
Il nome deriva da Granariolus fundus, legato alla prevalente coltivazione del grano.
La più antica memoria storica di Granarolo risale all'anno 1038, quando il "Granariolum fundus" viene donato dall'imperatore Corrado il Salico al monastero di Sant'Apollinare in Classe.
Nel 1138 l'Arcivescovo di Ravenna dona ai Camaldolesi di Faenza il Castello 
Zagonara e le "selve di Granarolo", allora zona prevalentemente paludosa come gran parte della pianura romagnola.
Probabilmente il primissimo nucleo abitativo del paese si trovava all'incrocio centuriale romano, quello tra le attuali via Naviglio e via Pontevalle. In questa porzione di terra sorgeva la chiesa "matrice" di Granarolo testimoniata in alcuni lasciti del 1236 e del 1252. In quest'ultimo il nome "Granarolo" e la chiesa di San Giovanni appaiono in un lascito del Vescovo Gualtiero di Faenza ai canonici del duomo.

### Ilcastrum Granaroli

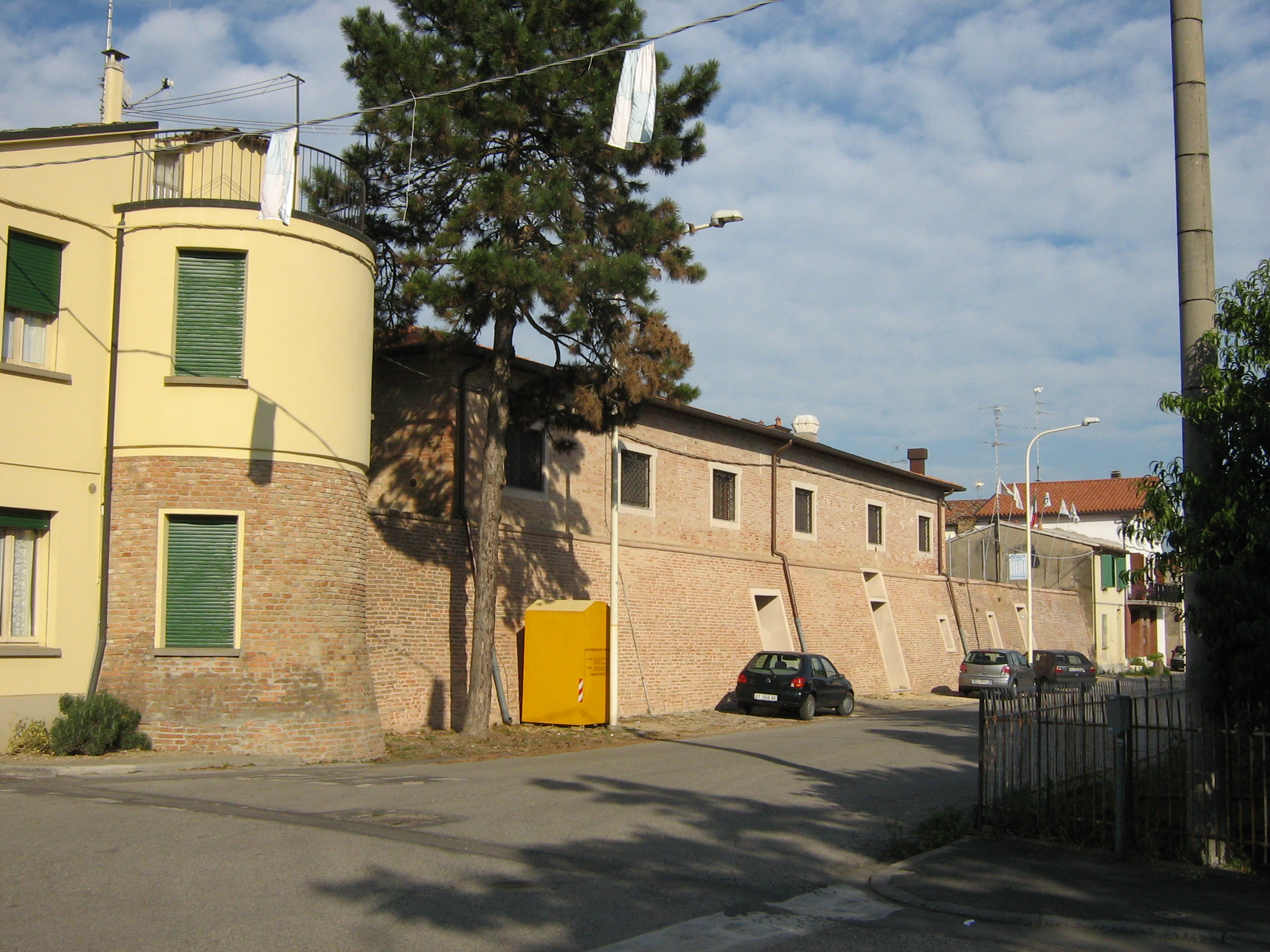
Mura e torrione angolare attualmente esistenti dell'antico castrum Granaroli.

Per la sua posizione strategica Granarolo fu oggetto in passato di grandi contese e dispute. 
- 1217. Prime fortificazioni da parte dei faentini per contenere le spinte espansionistiche dei conti di Cunio.
- 1241. Possesso di Raniero di Cunio.
- 1248. Possesso di Ottaviano Ubaldini, che lo ridonò ai faentini.
- 1317. Francesco Manfredi, signore di Faenza, fece costruire il castrum Granaroli (castello di Granarolo) come avamposto in difesa della sua città e per dominare la principale via di comunicazione verso valle. Il castello sorse su un terreno ceduto al Manfredi dai Conti di Cunio, signori di Barbiano, in una zona a oriente di un piccolo insediamento rurale già esistente. Le mura a pianta rettangolare misuravano 170x120 metri. Ai quattro angoli del perimetro si trovavano quattro torrioni circolari, la cui altezza doveva essere circa 7 metri. Altri due torrioni erano collocati verso la metà dei lati lunghi. Il perimetro era inizialmente costituito da una palizzata lignea, poi sostituita da una cinta muraria. Sulla sommità delle mura correva una fascia lungo tutto il perimetro larga 1,25 metri. Dentro alle mura sorsero presto abitazioni private: in un censimento del 1371 si trova menzionata anche una "Villa Granaroli" con 64 "focularia" (focolari domestici), cioè i nuclei familiari in grado di pagare la tassa "fumantaria". Nel castello fu costruita anche una nuova chiesa che andò a sostituire ben presto quella matrice, rimasta fuori dalle mura. Nel corso degli anni i Manfredi fortificarono ulteriormente il castello costruendo al suo interno un'imponente rocca, demolita poi a fine Settecento.
- 1376. Conquistato dal mercenario Giovanni Acuto per conto della Santa Sede, ma dopo poco riconquistato dal faentino Astorgio Manfredi.
- 1404. Possesso dei conti di Cunio.
- 1405. Possesso di Alberico da Barbiano. Assedio da parte dei soldati pontifici guidati dal card. Cossa e conquista.
- 1425. Conquistato dai Milanesi.
- 1426. Possesso dei Manfredi.
- 1477. Galeotto Manfredi riesce ad impadronirsi del fortilizio ai danni del fratello Carlo Manfredi, legittimo proprietario, grazie ad uno stratagemma riportato dalla cronaca del Mittarelli e del Tonduzzi:

Come riporta la cronaca precedente, il castello era governato da un castellano o vicario.  Alcuni documenti conservati nella Biblioteca di Faenza consentono di studiare come avveniva la nomina del castellano:
Massario et hominibus Granaroli,
Anni nostri car.m. etc. Per certi boni respecti ho confermato li in quel officio de Granaroli per Vicario Ser Pretello dei Pretelli mio car.mi cittadino et amico al quale voglio rendiate quella deditione et r(everen)tia al so officio et a lui responderete de li sallari et emolumenti consueti
Galeotto Manfredi»
Mentre l'anno successivo:
Galeotto Faventia»
e ancora:
Dilecti.mi nostri et c... Ho ellecto per vicario de Garnarolo Thomaso de Zanelli mio citadino dilectissimo exhibitor de questa per l'anno 1483 el quale viene per pigliare la tenuta del suo ufficio si che voi dal canto vostro lo acceptarite e li renderite quella debita reverentia et et obedientia che richiede dicto officio et voglio che lui habia quello medesimo salario et emolumenti che hanno abuto li altri soi predecessori e lui in ogni vostra occorentia e necessita ve prestara debita ... et dentro et ve administrera rasone equa lances et cossi ha comisione da mi. Bene Volete. Faventia die primo Januari 1483 Galeottus di Manfredis Faventia»
- 1478. Conquistato dai cotignolesi che lo rendono a Galeotto Manfredi.
- 1495. Saccheggio dalle truppe di Carlo VIII.
- 1501. Conquistato da Cesare Borgia, detto il Valentino.
- 1503. Possesso dei Veneziani.
- 1509. Possesso dello Stato Pontificio.
- 1517. Saccheggiato da Francesco Maria I della Rovere.

### Granarolo durante il dominio della Chiesa
In seguito al Trattato di Utrecht l'Italia passò dalla sfera di controllo spagnola a quella austriaca. Secondo un resoconto del parroco Domenico Farini, per un breve periodo (27 dicembre 1735 - giugno 1736) il paese sopportò l'occupazione di una compagnia militare di 500 tedeschi ("Alemanni" nel testo), sotto la guida di un certo Massimiliano Sevemberg e di un tal conte Puelle Lamieppe. Il piccolo paese (il censimento del 1756, di poco successivo, segnala 925 persone) dovette provvedere all'alloggio e al provvigionamento dei soldati: "non poco disturbo arrecarono per pigliarsi i quartieri e viveri oltre ai foraggi [...] Si sentirono non pochi lamenti e specialmente dai contadini."
Nel 1781 fu decretata la demolizione delle fortificazioni perimetrali. Di esse rimangono però alcuni segmenti incorporati in abitazioni private, costruite a ridosso delle mura, e soprattutto un torrione con alcune decine di metri di muro.
Nel 1796 Granarolo fu sottratta al dominio pontificio e occupata dai francesi, come il resto della Romagna. Dal 1797 faceva parte della Repubblica Cispadana, poi rinominata Cisalpina. Il paese era compreso nel Dipartimento del Rubicone, che faceva capo a Forlì. Nel 1804 è costituito in comune autonomo. Nel 1816 viene incorporato nel comune di Cotignola, e dal 1828 fino ad oggi entra a far parte del comune di Faenza.

### I fatti del 1959-60 legati al Palio
Nel 1959 nel capoluogo Faenza venne organizzato, dopo secoli dalla sua scomparsa, il Palio del Niballo, manifestazione da allora tenuta con cadenza annuale. Per tale occasione un incaricato del comune si recò a Granarolo per annunciare che anche la frazione sarebbe stata partecipe con un proprio rione, affiancato agli altri cinque rioni cittadini.
La cosa non fu gradita dai granarolesi per motivi campanilistici: il motto era "vogliono conquistare Granarolo". Secondo i testimoni dell'epoca, il sindaco si recò nella frazione con altri dirigenti comunali per concordare l'adesione al palio ma trovò un'accoglienza goliardica. Sobillati dal barista locale nei giorni precedenti molti ragazzi del paese avevano raccolto dai contadini locali tutte le uova disponibili, alcune delle quali erano marcite. Quando la delegazione comunale arrivò a Granarolo su una camionetta scoperta i ragazzi, appostati oltre la sponda del canale Naviglio che costeggia la strada per Faenza, cominciarono a bersagliarla con le uova. Quando poi la camionetta entrò nel paese subì un ulteriore lancio di uova dalle finestre delle case circostanti. La delegazione se ne tornò quindi a Faenza con un nulla di fatto.
L'anno successivo, nel 1960, alcuni giovani granarolesi realizzarono una seconda azione goliardica. Consigliati dal cappellano Nando Melandri si nascosero in alcune anfore presenti nella sala comunale. Giunta la notte si recarono nel loggiato del palazzo comunale e rubarono i gonfaloni rionali esposti in vista del palio. Chiesero poi al comune un 'riscatto' in viveri da distribuire ai granarolesi più poveri, e la richiesta fu accolta visto l'imminenza del palio. Il cappellano fu trasferito.

## Monumenti

La chiesa arcipretale di Granarolo dedicata a San Giovanni Evangelista, vista dalla piazza.

La chiesa parrocchiale dedicata a San Giovanni Evangelista è stata ricostruita nel 1899, in sostituzione della precedente e fatiscente chiesa medievale. Contiene un interessante gruppo di dipinti del XVI-XVIII secolo.

## Eventi e ricorrenze
- Tappeti di segatura colorata, realizzati per le strade del paese la notte precedente la solennità del Corpus Domini (giugno) in preparazione per la processione eucaristica. Si tratta di una manifestazione analoga alle molte altre infiorate diffuse in Italia, ma realizzata con segatura e non con fiori.
- Nottambula, "la Festa della birra" nel weekend della settimana dopo ferragosto, dura 4 giorni finisce di sabato.
- Settembre in Festa nell'oratorio di Granarolo, dura circa due settimane da fine agosto a metà settembre.
- Festa paesana di ambiente e di caccia, meglio nota come Festa del cinghiale comprende sempre il giorno di san martino l'11 novembre dura 6 giorni (novembre).
- "sagra dello spaghetto" dura 6 giorni insieme al carnevale febbraio.

## Economia
Il paese è costeggiato dal canale Naviglio, che parte da Faenza e arriva sino al Po di Primaro. Inaugurato nel 1782, un tempo era navigabile. Con l'avvento di nuove forme d'energia (rivoluzione industriale), è caduto in disuso.
Nel periodo 1924-1966 l'Eridania Zuccheri crea e gestisce uno stabilimento per la lavorazione della barbabietola da zucchero. L'edificio ora ospita la direzione generale di una nota azienda di alta moda la quale attraverso una ristrutturazione pregiata, ma allo stesso tempo conservativa, gli ha restituito il valore e la bellezza che merita. Durante gli anni dello zuccherificio la frazione conosce un periodo di relativo benessere. Oggi è un importante centro di raccolta e lavorazione della frutta.

## Infrastrutture e trasporti

### Ferrovie
La stazione ferroviaria di Granarolo Faentino è posta sulla ferrovia Ravenna-Faenza, ed è capolinea della diramazione Granarolo Faentino - Lugo.